# شتمه
شتمه (به عربی: شتمة) یک شهرداری در الجزایر است که در استان بسکره واقع شده‌است. شتمه ۸٬۶۷۷ نفر جمعیت دارد.